# Unidad Deportiva Atanasio Girardot
A Unidad Deportiva Atanasio Girardot ("Complexo Esportivo Atanasio Girardot") é um complexo esportivo localizado na cidade de Medellín, Colômbia, dedicado ao esporte e que se destaca por sua ordem, beleza urbana, área verde e cuidadosa manutenção. A unidade deriva seu nome em memória do herói colombiano Atanasio Girardot [es] (1791 – 1813).

## Descrição
O complexo inclui, entre outras instalações:
- Estádio Atanasio Girardot (futebol)[2][3]
- Los Coliseos de Medellín[4][5]
  -  Coliseo Iván de Bedout (basquete)
  - Coliseo Guillermo Gaviria Correa (artes marciais)
  - Coliseo Jorge Valderrama (handebol)
  - Coliseo Jorge Hugo Giraldo (ginástica)
  - Coliseo Yesid Santos (voleibol)
- Estadio Luis Alberto Villegas [es] (beisebol) e
- Estadio Alfonso Galvis Duque (atletismo).

## Eventos esportivos sediados
- Copa América de 2001
- Jogos Sul-Americanos de 2010
- Copa do Mundo FIFA Sub-20 de 2011

## Lazer e entretenimento
O Estádio Atanasio Girardot foi palco de alguns eventos de lazer e entretenimento:
| Data                     | Evento                             | Público | Tipo  | Notas            |
| ------------------------ | ---------------------------------- | ------- | ----- | ---------------- |
| 16 Abr 1998              | Maná                               | —       | Turnê | [ 6 ]            |
| 01 Abr 2003              | Maná                               | 30,000  | Turnê | [ 7 ]            |
| 22 Out 2005              | RBD                                | 30,000  | Turnê | Lotação esgotada |
| 07 Ago 2009              | Aventura & Daddy Yankee            | 33,000  | Turnê | [ 11 ] [ 12 ]    |
| 27 Ago 2010              | Alejandro Fernández & Marc Anthony | —       | Turnê | [ 13 ] [ 14 ]    |
| 01 Mar 2012              | Maná                               | 20,000  | Turnê | [ 15 ] [ 16 ]    |
| 28 e 29 Nov 2012         | Madonna                            | 90,000  | Turnê | Lotação esgotada |
| 22 Set 2013              | Beyoncé                            | 43,000  | Turnê | Lotação esgotada |
| 23 Nov 2016              | Guns N' Roses                      | 41,511  | Turnê | Lotação esgotada |
| 30 Nov 2019              | J Balvin                           | 45,000  |       | Turnê            |
| 04 e 05 Dez 2021         | Karol G                            | 63,568  | Turnê | Lotação esgotada |
| 30 Abr 2022              | Maluma                             | 54,000  | Turnê |                  |
| 14, 15 e 16 Out 2022     | Daddy Yankee                       | 98,288  | Turnê | [ 25 ]           |
| 18 e 19 Nov 2022         | Bad Bunny                          | 80,393  | Turnê | Lotação esgotada |
| 03, 04, 05 e 06 Nov 2023 | RBD                                | —       | Turnê | Lotação esgotada |